# Hogna heeri
Hogna heeri este o specie de păianjeni din genul Hogna, familia Lycosidae. A fost descrisă pentru prima dată de Thorell, 1875.
Este endemică în Madeira. Conform Catalogue of Life specia Hogna heeri nu are subspecii cunoscute.